# شاب قرية نائين
ابن أرملة نائين إحدى شخصيات العهد الجديد، ذكر في الفصل السابع من إنجيل لوقا، وهو الشخص الأول الذي أقامه يسوع من الموت حسب إنجيل لوقا.

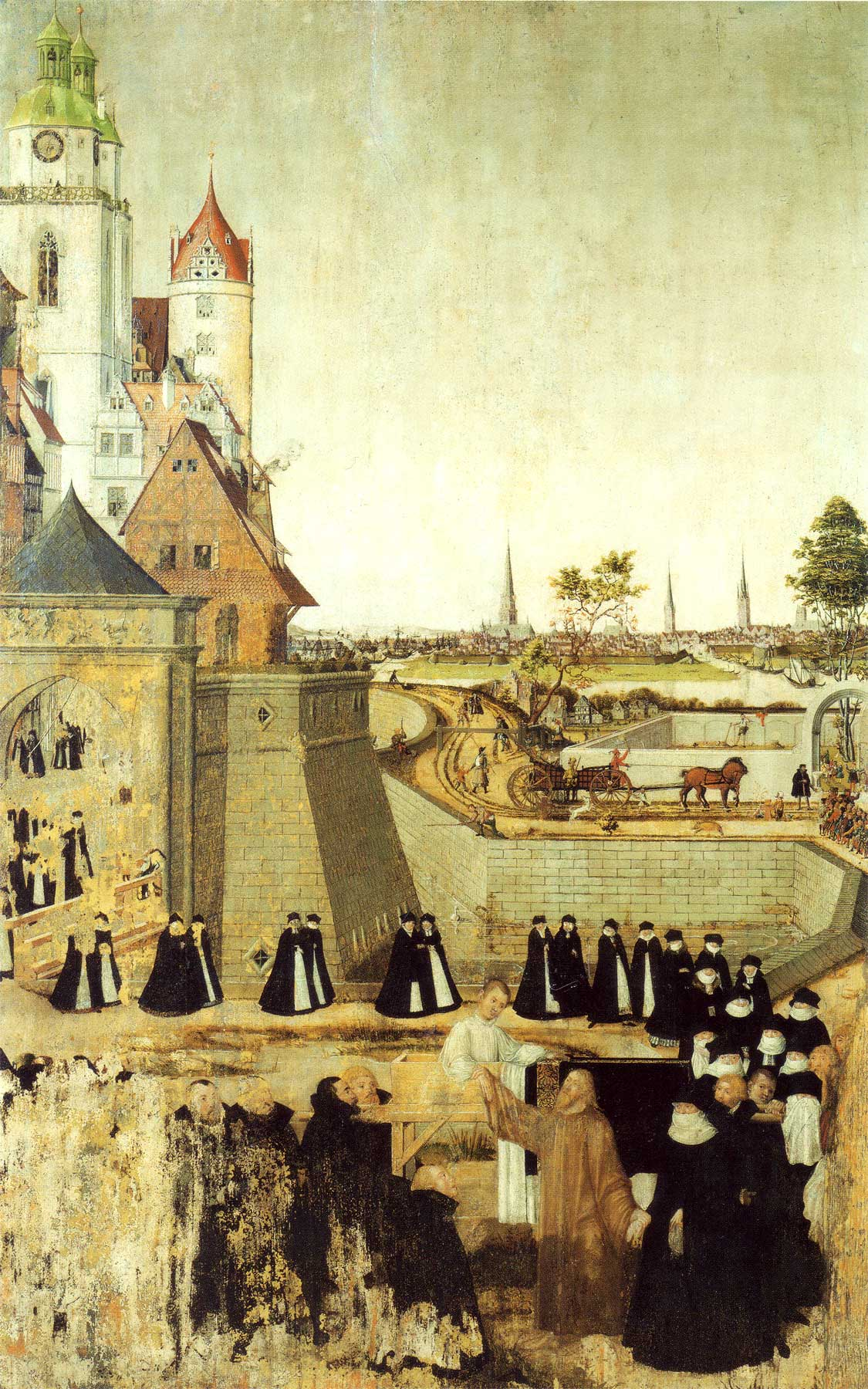
لوحة الفنان لوكاس كرانش، تظهر حادثة إقامة ابن أرملة نائين.

غير معروف اسم الصبي أو اسم أمه لكن معروف أنها كانت أرملة، وأن الصبي ابنها الوحيد وقد مات في ظروف غير معروفة، مرّ يسوع ومعه التلاميذ الاثني عشر إضافة إلى بعض الجموع، بالقرب من مدينة نائين، فوجد موكب جنازة الصبي، لكن يسوع حسب إنجيل لوقا، تحنن على الأرملة ودعاها إلى عدم البكاء، ثم تقدم ولمس النعش، وأمر الميت بأن يقوم، فقام الشاب وأعادوه إلى أمه.
أما مدينة نائين -قرية نين حاليًا- فتقع نحو الجنوب الشرقي من مدينة الناصرة، على الطرق المؤدي إلى القدس، وقد ورد في الإنجيل أيضًا حادثتان أقام فيما يسوع موتى، هما ابنة رئيس المجمع، ولعازر، لكن هذه المعجزة هي الوحيدة التي تتم بناءً على مبادرة من يسوع وليس بطلب من أحد، ولم يكن يسوع أول من أقام الموتى، إذ يذكر العهد القديم أن كلاً من إيليا، وأليشاع، قد أقاما موتى، وهذا ما يفسر ردة فعل الجمهور إثر معجزة المسيح، حين أعلنوا، قام فينا نبي عظيم وتفقد الله شعبه.